# Battaglia di Protophachium
La battaglia di Protophachium fu combattuta tra le forze alleate della Repubblica romana e del Regno di Bitinia contro quelle del Regno del Ponto comandate dal re Mitridate VI Eupatore, tra la fine dell'89 e gli inizi dell'88 a.C. Lo scontro vide vincitore lo schieramento mitridatico.

## Contesto storico
Pochi anni più tardi (nel 111 a.C.), salì al trono del regno del Ponto, Mitridate VI, figlio dello scomparso omonimo V. Il nuovo sovrano mise subito in atto (fin dal 110 a.C.) una politica espansionistica nell'area del Mar Nero, conquistando tutte le regioni da Sinope alle foci del Danubio. Il giovane re volse, quindi, il suo interesse verso la penisola anatolica, dove la potenza romana era, però, in costante crescita. Sapeva che uno scontro con quest'ultima sarebbe risultato mortale per una delle due parti.
Contemporaneamente sul fronte romano, il malcontento dei popoli italici aveva portato ad una loro sollevazione generale nel 91 a.C., che portò alla guerra sociale contro i Romani (dal 91 all'88 a.C.). In un clima tanto avvelenato a Roma, Mitridate non poté che approfittarne, pronto ad intervenire sul fronte orientale, lontano dai torbidi dell'Urbs, tanto più che le armate romane erano per la maggior parte concentrate in Italia, impegnate a sopprimere a fatica, la grande rivolta delle genti italiche.

### Casus belli: invasione dell'Asia e massacro di cittadini romani
Il Senato romano, di fronte all'ennesimo tentativo di espansionismo in Asia Minore da parte di Mitridate, decise di inviare una nuova delegazione in Asia, sotto il comando del consolare Manio Aquilio, per ottenere la reintegrazione dei due regnanti fedeli a Roma (nel 90 a.C.). E se in un primo momento Mitridate si sottomise alle richieste romane, offrendo anche degli ausiliari per la guerra sociale, successivamente la richiesta di Aquilio di fornire a Nicomede IV un indennizzo, portò il re del Ponto a replicare di essere, egli stesso, creditore verso la repubblica romana, essendosi privato della Frigia su richiesta romana. Aquilio, irritato dal comportamento del sovrano pontico, spinse il titubante Nicomede IV ad invadere il Ponto (compiendo saccheggi fino ad Amastris).
La risposta di Mitridate non si fece attendere: egli insediò in Cappadocia, suo figlio Ariarate IX ai danni del re filoromano, Ariobarzane I (nell'89 a.C.). Si trattava della terza volta che Ariobarzane veniva cacciato dal regno. L'ira dei Romani per l'insolenza del re del Ponto aveva ormai raggiunto il culmine. La guerra sembrava ormai inevitabile.
La successiva mossa di Mitridate fu quella di dividere l'esercito in due compagini:
1. la prima invase la Frigia, passando da Amasia, diretta contro le armate bitine del re Nicomede IV;
2. la seconda diretta contro le truppe romane provinciali dei proconsoli d'Asia e Cilicia.

Il primo scontro vide impegnati da una parte Nicomede IV, l'alleato dei Romani, dall'altra i generali di Mitridate, Neottolemo e Archelao. Si svolse nei pressi del fiume Amnias, affluente del Halys. Le forze di Mitridate, seppure in inferiorità numerica ebbero la meglio, grazie soprattutto all'utilizzo di carri falcati, che i Bitini mai prima di allora avevano affrontato. L'esercito di Nicomede, terrorizzato dalla carneficina che questi carri riuscivano a fare, si diede alla fuga, lasciando così ai generali di Mitridate la vittoria e molti prigionieri.

## Forze in campo

### Romani e loro alleati
L'esercito romano, per lo più formato da contingenti ausiliari asiatici, contava tra le sue file 4 000 cavalieri e 40 000 fanti.

### Pontici e loro alleati
Sembra che l'esercito mitridatico del re del Ponto fosse gigantesco, composto da circa 300 000 armati. Tra le sue file vi erano opliti greci, cavalieri armeni, Sciti, Traci, Bastarni e Sarmati delle steppe meridionali, a nord del Caucaso e della Crimea. È ancora una volta Appiano di Alessandria a descriverci l'armata mitridatica:
(Appiano, Guerre mitridatiche, 17.)
Ora non è possibile conoscere con precisione quante delle forze sopra elencate, parteciparono allo scontro in questa circostanza, considerando che, seppure il grosso dell'esercito si trovava con il proprio re, solo una parte (le avanguardie) attaccarono il consolare Manio Aquilio.

## Battaglia
Il primo scontro perduto dall'alleato bitino allarmò non poco i generali romani, per come Mitridate aveva iniziato così rapidamente la guerra, senza che avesse deliberato l'inizio delle ostilità con atto pubblico. Il timore si manifestava anche nel fatto che, un numero limitato di soldati pontici era riuscito a battere l'esercito bitino di molto superiore in numero, peraltro da una posizione certamente non proprio favorevole, grazie al valore dei loro generali ed alla preparazione tattica delle loro truppe.
Frattanto Nicomede aveva raggiunto Manio Aquilio e si era accampato con le truppe rimaste, a fianco di quelle provinciali romane. Mitridate, salito sul monte Scoroba, che si trova al confine tra Bitinia e Ponto, mise in fuga 800 cavalieri bitini, facendone alcuni prigionieri, con solo un centinaio cavalieri sarmati. E ancora una volta il re del Ponto volle essere magnanimo con i vinti, lasciandoli liberi di tornare presso le loro abitazioni.
Ecco come racconta lo scontro successivo tra le due armate Appiano di Alessandria:
(Appiano, Guerre mitridatiche, 19.)

## Conseguenze

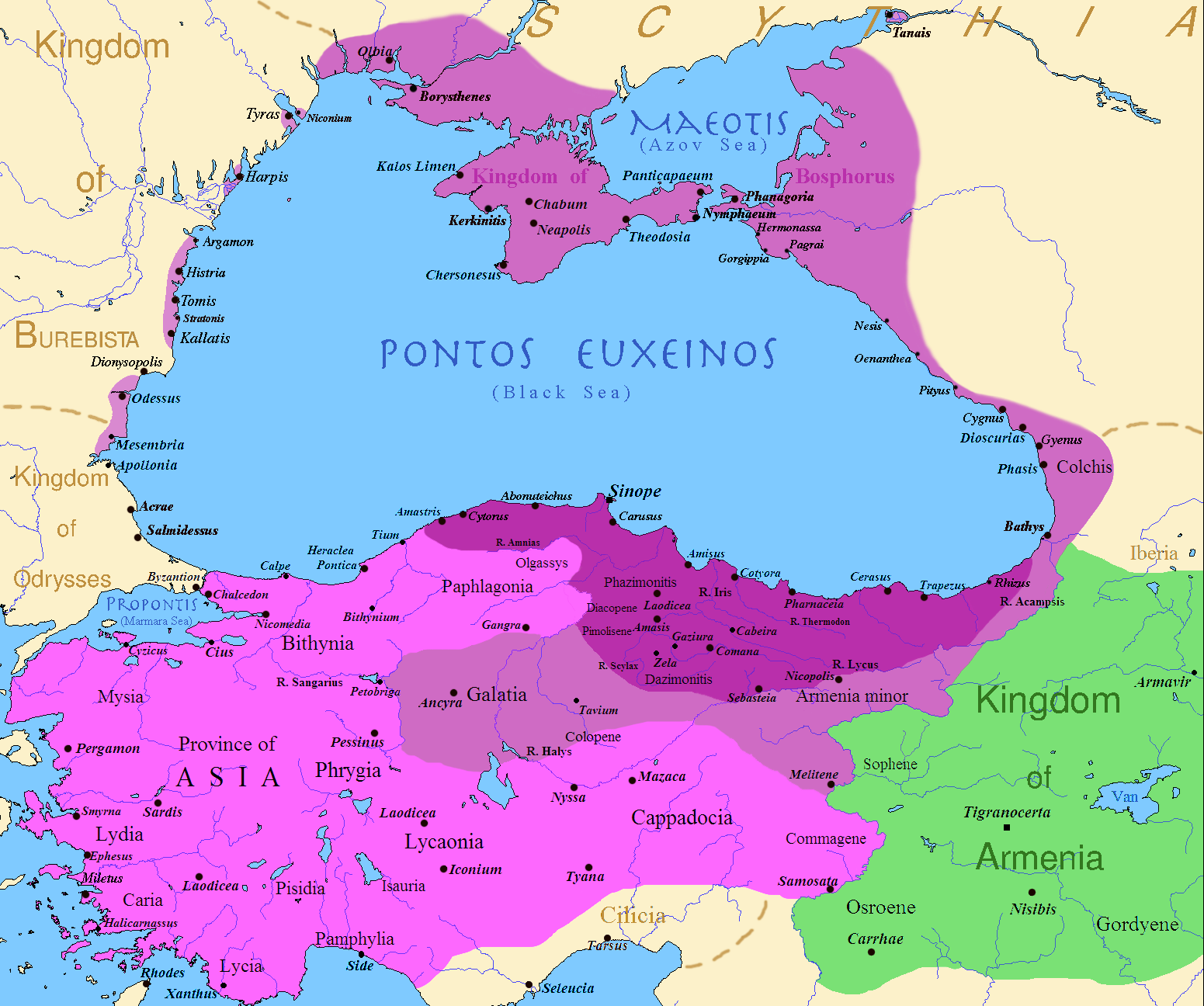
Domini di Mitridate VI nell'88 a.C., dopo aver sottratto alla Repubblica romana i territori delle province di Asia e Cilicia, oltre a quelli dei regni clienti, alleati dei Romani, di Cappadocia e Bitinia.

Dopo lo scontro di Protophachium, Manio Aquilio riuscì a fuggire di notte attraverso il fiume Sangarius, fino a raggiungere Pergamo. Cassio e Nicomede e di tutti gli altri ambasciatori romani che erano con l'esercito, si rifugiarono in una località chiamata "testa del leone", una imponente roccaforte della Frigia, dove cominciarono ad addestrare e raccogliere una grande moltitudine di artigiani, contadini e nuove leve tra i Frigi, seppure fossero reclute inesperte. Visto però che risultava inutile addestrarli, abbandonarono l'idea e si ritirarono. Cassio con il suo esercito si recò ad Apamea, mentre Nicomede IV a Pergamo, e Manio si diresse verso Rodi. Quando i comandanti della flotta romana, che si trovava a guardia della foce del Ponto Eusino, apprese di queste due sconfitte, decisero di consegnare gli stretti e tutte le navi a Mitridate.
Mitridate, poco dopo, riuscì a catturare, prima il procuratore della Cilicia, il consolare Quinto Oppio e poi il responsabile di entrambe le province romane, Manio Aquilio, il quale fu poco dopo messo a morte in modo inumano, colandogli dell'oro fuso in gola. In seguito a questi eventi l'Acaia si ribellò al potere romano e 80 000 italici furono trucidati nel corso dei cosiddetti «vespri asiatici» per ordine del sovrano del Ponto.